# San Tiago Dantas
Francisco Clementino de San Tiago Dantas (Río de Janeiro, 30 de agosto de 1911-6 de septiembre de 1964), periodista, abogado, profesor, diplomático y político brasileño.

## Biografía
Graduado en la Faculdad Nacional de Derecho de la Universidad Federal de Río de Janeiro en 1932. Participó en el Centro Académico de Estudios Jurídicos y Socialess (CAJU), conjuntamente con Vinícius de Moraes, Otávio de Faria, Thiers Martins Moreira, Antônio Galotti, Gilson Amado, Hélio Viana, Américo Jacobina Lacombe, Chermont de Miranda, Almir de Andrade y Plínio Doyle. Se integró a la Acción Integralista Brasileña, de la que llegó a ser un miembro prominente. 
Desde 1940 fue catedrático de derecho; sus clases se convirtieron en material de referencia para el Derecho Civil brasileño.
Se desempeñó como diputado federal; en el gobierno de João Goulart fue Ministro de Hacienda y Ministro de Relaciones Exteriores. Junto con Afonso Arinos de Melo Franco y Araújo Castro, fue uno de los creadores de la llamada Política Externa Independiente (PEI), que implicaba diversificar las relaciones internacionales de Brasil evitando los alineamientos automáticos con países o bloques. Su concepto de "política internacional independiente" se basó en los objetivos de: participación intensa en la ALALC y la CNUCYD, con el propósito de proteger los precios de las materias primas y participar en el crecimiento del comercio internacional; desarme y coexistencia pacífica; cooperación internacional en materia económica procurando el desarrollo de las naciones subdesarrolladas; Brasil debía retener el derecho de negociar libremente con todos los países, de acuerdo con su propia conveniencia.
Fallece de cáncer, meses después del golpe de Estado.